# Charles E. Barber
Pour les articles homonymes, voir Charles Barber et Barber.
Charles Edward Barber (16 novembre 1840 - 18 février 1917) est un graveur de pièces de monnaie américain qui est le sixième graveur en chef de la Monnaie des États-Unis de 1879 à sa mort en 1917. Il mène une longue et fructueuse carrière dans le domaine de la monnaie, concevant la plupart des pièces produites à l'hôtel des monnaies pendant son mandat de graveur en chef. En plus des pièces, il conçoit une trentaine de médailles au cours de sa vie. Les monnaies Barber portent son nom. En outre, il réalise un certain nombre de pièces commémoratives, parfois en partenariat avec l'assistant graveur George T. Morgan. Pour le populaire demi-dollar colombien, le demi-dollar et le quarter eagle (2,5 $) Panama-Pacific, Barber dessine l'avers et Morgan le revers. Barber dessine également les pièces de 1883 pour le royaume d'Hawaï, ainsi que les pièces cubaines de 1915. Le dessin de Barber sur la pièce de 5 centavo de Cuba est resté en usage jusqu'en 1961.

## Biographie

### Monnaie des États-Unis
Charles E. Barber naît à Londres le 16 novembre 1840, fils du graveur William Barber. En 1869, il est nommé assistant graveur à la Monnaie des États-Unis à Philadelphie,. Le 20 janvier 1880, il est nommé par le président Rutherford B. Hayes pour succéder à son père au poste de graveur en chef. Il est souvent critiqué pour ses dessins peu imaginatifs, mais l'auteur numismatique R.W. Julian suggère qu'il « est capable d'un travail superbe lorsqu'on lui laisse les coudées franches ».
Les modèles les plus connus de Barber sont les pièces Liberty Head — dime, quarter, et demi-dollar, ainsi que le nickel Liberty Head dit « V ». Parmi les modèles de pièces moins connus, citons le cent en cuivre-nickel, la pièce de trois cents et la pièce de 4 dollars Stella Flowing Hair. En 1907, il critique vivement le modèle en haut-relief proposé par Augustus Saint-Gaudens pour un nouveau double eagle (20 $) et s'efforce d'en empêcher la production, invoquant le caractère irréalisable de ce modèle. Pour une pièce de circulation, le double eagle en haut-relief de Saint-Gaudens est considéré comme non pratique, car la production de chaque pièce nécessite trois à cinq coups de matrices. Barber doit donc réduire considérablement le relief du dessin pour pouvoir produire une pièce digne de ce nom. De 1907 à 1933, plus de 70 millions de « Saints » sont frappés, ce qui est impossible avec le dessin original de Saint-Gaudens.
À la demande du président Theodore Roosevelt et du directeur de la Monnaie George E. Roberts, Barber se rend en Europe pour visiter plusieurs monnaies étrangères dans le cadre d'une mission d'échange d'informations. Son objectif est d'observer et de discuter des pratiques des monnaies étrangères afin de trouver des moyens d'améliorer les opérations et l'efficacité de la Monnaie des États-Unis. Barber emporte avec lui des mémos émanant de différents services de la Monnaie et contenant des questions à poser à leurs homologues à l'étranger. Ces mémos, dont certains portent aujourd'hui les notes manuscrites de Barber, correspondent aux différents rapports qu'il soumet au directeur de la Monnaie Roberts à son retour.

### Relation avec les collègues
On a beaucoup écrit sur le fait que Barber est désagréable, voire hostile à Morgan, mais cela est réfuté de manière concluante, avec des preuves concrètes que les deux hommes entretiennent des relations personnelles chaleureuses au cours de leurs 40 années de collaboration étroite.
Contrairement à ce que l'on croit généralement, Barber entretient également des relations personnelles chaleureuses avec le président Theodore Roosevelt. S'il est vrai que Roosevelt souhaite que les pièces de monnaie américaines du nouveau siècle aient un aspect plus moderne et qu'il sollicite des dessins d'artistes extérieurs à la Monnaie, cela ne signifie pas qu'il a une aversion personnelle pour l'homme. Les descendants de Charles Barber possèdent des objets qui prouvent l'existence d'une relation personnelle chaleureuse.

### Vie privée
Barber est marié à Martha, qui meurt en 1899. En 1902, il épouse Caroline Gaston (1846-1950), qui reste sa femme jusqu'à sa mort en 1917. Charles et Martha ont une fille en 1875, Anna May, nommée en l'honneur de la mère de Charles. Anna May meurt un an plus tard, en 1876. Dix ans plus tard, Charles et Martha ont une fille nommée Edith (1886-1970).

## Mort
Charles E. Barber meurt le 18 février 1917 et est enterré trois jours plus tard avec Martha et sa fille Anna May au cimetière de Mount Peace à Philadelphie. Les drapeaux de la Monnaie de Philadelphie sont mis en berne le jour de ses funérailles. Roger Burdette fournit un scan des Archives nationales de la lettre du directeur de la Monnaie, F. H. von Engelken, demandant l'autorisation de mettre les drapeaux en berne. Charles E. Barber est le dernier fonctionnaire de la Monnaie, tous grades confondus, à avoir reçu ce grand honneur,.
George T. Morgan succède à Barber en tant que graveur en chef.